# Die Ministranten
Die Ministranten ist ein deutsch-österreichischer Jugend- und Heimatfilm von Wolfram Paulus aus dem Jahr 1990. Der im regionalen Salzburger Dialekt gehaltene Film zeigt das Lebensgefühl von präpubertären Buben der frühen 1960er-Jahre auf dem Land zwischen Kirche, Schule und kindlicher Bandenbildung.

## Handlung
Der Film spielt in Tamsweg im Salzburger Lungau zu Beginn der 1960er-Jahre.
Der etwa 11-jährige „Lehrerbua“ Pauli ist Ministrant und würde gern Weihrauchfassler werden, doch mit ganzem Herzen ist er nicht mehr dabei. Mit seinen engsten Freunden Bartl und Martin, der nicht bei seinem Familiennamen Mescht genannt werden will, ist er in einen Kleinkrieg mit anderen Cliquen verwickelt, der mit Drangsalierungen und Sachbeschädigungen einhergeht. Pauli beschließt, dass es Zeit wird, eine ernstzunehmende Bande zu gründen.
Ein Neuer, Sepp, will Ministrant werden und muss dafür das Confiteor auswendig vortragen. Pauli freundet sich mit ihm an, was Bartl und Mescht, die er dadurch wiederholt versetzt, eifersüchtig beobachten. Ein Feldpoststempel mit entferntem Hakenkreuz findet Paulis Gefallen als Bandenzeichen, nachdem er ein Edelweiß-Emblem abgelehnt hat. Bald sind neue Mitstreiter gefunden und Bandentreffen der „Wölfe“ finden auf dem Betriebsgelände eines Sägewerks statt. Als erstes großes Ziel wollen sie die berüchtigte Dorfer-Bande aus Mauterndorf im Kampf besiegen. Denn „Grattlerbanden“ wie die Lasaberger, Murgassler und Kirchgassler seien unter ihrem Wert.
Pauli verscherbelt sein Briefmarkenalbum um 50 Schilling und kauft dafür „Mokassins“ für die Bande, um wie bei Karl May lautlos anschleichen zu können. Die Gymnastikpatscherl kommen aber bei den Buben nicht gut an. Aus Holz und Gummibändern fertigt Sepp primitive Armbrüste in Gewehrform an, die Pfeile verschießen. Dass erst eine Designänderung durch Pauli die Waffen brauchbar macht, kränkt Sepp.
Sepps ältere Cousine Maria will unbedingt Ministrantin und Bandenmitglied werden. Ersteres ist ausgeschlossen, aber weil sie Pauli im Armdrücken besiegt, darf sie zu den „Wölfen“. Pauli ist fasziniert von den Beinen seiner Schullehrerin, aber als Maria ihm einen Kuss auf die Lippen drückt, meint er nur „Komisch ist das“.
Aufregung und böses Blut herrschen, als die Armbanduhr des Pfarrers verschwindet. In einer ungeklärt bleibenden Intrige wird die Uhr in Paulis Ministrantengewand platziert, der sie nach einer Messe unbemerkt hinterlässt. Am Palmsonntag erhält Pauli einen Zettel mit der Aufschrift „An den roten Schleifen sollt ihr uns erkennen – die Dorfer“. Viele Buben der Mauterndorfer Bande sitzen in der Messe mit Palmbesen mit roten Bändern und schneiden den Ministranten Grimassen.
Die Bande braucht noch mehr Mitglieder für den Kampf. Pauli versucht es bei seinem Tischnachbarn Stoff, der aber als Bergbauernbub mit Hofarbeit eingedeckt ist. Drei andere Interessenten vergrault Pauli mit seinem herrischen Auftreten. Hausteiner aus Marias Klasse kann mit seiner Kesselgruber Bande gewonnen werden, macht sich in den Augen von Pauli und Sepp aber mit der Präsentation des gemeinsam entwickelten Schlachtplans zu wichtig und soll nach dem Kampf wieder hinausgeworfen werden.
Am Ostersonntag wird Mescht, der für Pauli eingesprungen ist, nach der Messe von zwei Dorfern mit dem Postbus nach Mauterndorf entführt. Die 15 restlichen „Wölfe“ erscheinen schon lange vor dem vereinbarten Zeitpunkt auf dem Schlachtfeld, um ihre Gegner wie geplant in die Zange nehmen zu können. Dabei werden sie aber ihrerseits von den Dorfern überrumpelt und eine große Rauferei bricht aus. Am Ende sitzen die „Wölfe“ gefesselt und geprügelt in einer Hütte und müssen zusehen, wie ihre Gewehre zerbrochen werden.
In der letzten Szene fischen Pauli, Bartl und Martin wieder wie zu Beginn auf einem Floß am  Prebersee und beschließen, mit der Bande fürs Erste eine Pause zu machen.

## Produktion
Der Film war eine österreichisch-deutsche Gemeinschaftsproduktion der Infratel-Filmproduktion in Wien und der Hermes Film GmbH in München.
Er wurde mit Unterstützung des Österreichischen Filmförderungsfonds des ORF (Film-/Fernsehabkommen) und des Bayerischen Rundfunks hergestellt.
Gefördert wurde er zudem mit Mitteln des deutschen Bundesministeriums des Innern – Bonn und dem bayerischen Filmförderungsprogramm.
Wolfram Paulus hielt 1989 in Salzburger Schulen Castings ab, um die Kinderdarsteller für den Film zu finden.
Gedreht wurde von Juli 1989 bis November 1989 im Salzburger Land in und um Tamsweg. Zu sehen sind etwa die Kirche, Volks- und Hauptschule und der Christusbrunnen am Marktplatz von Tamsweg. Die Stimmen von drei Kinderdarstellern wurden mit Synchronstimmen ersetzt.

## Rezeption
Kinostart war in Österreich am 30. August 1990. Der Film erreichte in Österreich 24.000 Besucher. 2006 wurde Die Ministranten in die erste Staffel der DVD-Reihe Der österreichische Film aufgenommen.

„In eindringlicher, gelegentlich sperriger Filmsprache entwickelt, beschreibt der Film einfühlsam, wenn auch manchmal etwas bemüht den Abschied von der Kindheit. Mal vergnüglich, mal mit leiser Trauer entwickelt er seine Liebe fürs Detail, in dem Individualismus und Gruppendynamik miteinander konkurrieren.“